# سیارک ۶۹۲۹
سیارک ۶۹۲۹ (به انگلیسی: 6929 Misto، نامگذاری:1994UE) شش هزار و نهصد و بیست و نهمین سیارک کشف شده‌است که در ۳۱ اکتبر ۱۹۹۴ کشف شد.
قدر مطلق سیارک برابر ۱۲٫۹۰ است.